# Staryj dom
Staryj dom (Старый дом) è un film del 1969 diretto da Boris Alekseevič Buneev.